# Aversă
O aversă este o precipitație care începe și se termină brusc și se caracterizează prin variații rapide ale intensității.
Indiferent de sezon, precipitațiiile pot avea caracter de aversă (aversă de ploaie/ninsoare/lapoviță/măzăriche). 
Aversele se produc de regulă când norii sunt de tip cumulus (cu dezvoltare verticală); picăturile care le compun sunt în general mari.
Adesea, îndeosebi în timpul verii, înainte sau în timpul averselor apar fenomene de natură electrică (tunete, fulgere și trăsnete), dar și intensificări de scurtă durata ale vântului. În situațiile în care norul este de tip cumulonimbus (aparținând clasei cumulus), aversă poate fi foarte intensă, poate avea caracter torențial, poate fi însoțită de grindină, activitate electrică puternică, iar intensificările vântului pot lua aspect de vijelie. În aceste situații instabilitatea atmosferică este puternică. 

## Legături externe
- „Aversă” la DEX online
- Probabilitatea fenomenelor severe Arhivat în 10 iulie 2015, la Wayback Machine. pe site-ul Administrației Naționale de Meteorologie